# Foreign Exchange Management Act
Le Foreign Exchange Management Act (FEMA) est une loi indienne promulguée durant la session parlementaire de l'hiver 1999, qui a abrogé le 1er juin 2000 le Foreign Exchange Regulation Act (FERA) de 1973.
Le FERA, promulguée durant une période de faibles importations, avait instauré durant 27 ans une surveillance étroite des entrepreneurs indiens et étrangers par le Directorate General of Economic Enforcement, un organe du Ministère des finances indien. Les entrepreneurs risquaient des poursuites pénales passible de l'emprisonnement: la FEMA dépénalise les délits en matière de change.